# Bobby Jackson
Bobby Jackson (East Spencer, Sjeverna Karolina, 13. ožujka 1973.) umirovljeni je američki profesionalni košarkaš. Igrao je na poziciji razigravača, a izabran je u 1. krugu (23. ukupno) NBA drafta 1997. od strane Seattle SuperSonicsa.

## NBA karijera
Izabran je kao 23. izbor NBA drafta 1997. od strane Seattle SuperSonicsa. Ubrzo nakon drafta, Jackosn je mijenjan u Denver Nuggetse. U dresu Nuggetsa odigrao je 68 utakmica te je na kraju rookie sezone mijenjan u Minnesota Timberwolvese. U dresu 'Wolvesa odigrao je dvije sezone te je nakon završetka sezone 1999./00., kao slobodan igrač, potpisao za Sacramento Kingse. U Kingsima proveo je najbolje trenutke karijere te je 2003. godine osvojio i nagradu za najboljeg šestog igrača sezone. U Kingsima se zadržao sve do 2005. godine, a od tada promijenio je čak tri kluba. 29. srpnja 2008. Jackson je mijenjan u Sacramento Kingse zajedno s Donteom Greeneom, izborom prvog kruga na NBA draftu 2009. godine i nešto novca u zamjenu za Rona Artesta. 24. listopada 2009. Jackson se odlučio umiroviti od profesionalne košarke.

## NBA statistika

### Regularni dio
| Godina    | Klub             | Odig. uta. | Uta. poč. | Min. | 2P%  | 3P%  | Sl. bac.% | Skok. | Asist. | Ukr. lop. | Blok. | Poena |
| --------- | ---------------- | ---------- | --------- | ---- | ---- | ---- | --------- | ----- | ------ | --------- | ----- | ----- |
| 1997./98. | Denver           | 68         | 53        | 30.0 | .392 | .259 | .814      | 4.4   | 4.7    | 1.5       | .2    | 11.6  |
| 1998./99. | Minnesota        | 50         | 12        | 18.8 | .405 | .370 | .772      | 2.7   | 3.3    | .8        | .1    | 7.1   |
| 1999./00. | Minnesota        | 73         | 10        | 14.2 | .405 | .283 | .776      | 2.1   | 2.4    | .7        | .1    | 5.1   |
| 2000./01. | Sacramento       | 79         | 7         | 20.9 | .439 | .375 | .739      | 3.1   | 2.0    | 1.1       | .1    | 7.2   |
| 2001./02. | Sacramento       | 81         | 3         | 21.6 | .443 | .361 | .810      | 3.1   | 2.0    | .9        | .1    | 11.1  |
| 2002./03. | Sacramento       | 59         | 26        | 28.4 | .464 | .379 | .846      | 3.7   | 3.1    | 1.2       | .1    | 15.2  |
| 2003./04. | Sacramento       | 50         | 0         | 23.7 | .444 | .370 | .752      | 3.5   | 2.1    | 1.0       | .2    | 13.8  |
| 2004./05. | Sacramento       | 25         | 0         | 21.4 | .427 | .344 | .862      | 3.4   | 2.4    | .6        | .1    | 12.0  |
| 2005./06. | Memphis          | 71         | 15        | 25.0 | .382 | .389 | .733      | 3.1   | 2.7    | .9        | .0    | 11.4  |
| 2006./07. | NO/Oklahoma City | 56         | 2         | 23.8 | .394 | .327 | .774      | 3.2   | 2.5    | .9        | .1    | 10.6  |
| 2007./08. | New Orleans      | 46         | 0         | 19.4 | .392 | .368 | .816      | 2.4   | 1.7    | .7        | .1    | 7.1   |
| 2007./08. | Houston          | 26         | 5         | 19.2 | .419 | .341 | .750      | 2.7   | 2.4    | .5        | .1    | 8.8   |
| 2008./09. | Sacramento       | 71         | 10        | 20.9 | .398 | .305 | .851      | 2.8   | 2.0    | .9        | .1    | 7.5   |
| Ukupno    |                  | 755        | 143       | 22.2 | .417 | .354 | .793      | 3.1   | 2.6    | .9        | .0    | 9.7   |

### Doigravanje
| Godina    | Klub       | Odig. uta. | Uta. poč. | Min. | 2P%  | 3P%  | Sl. bac.% | Skok. | Asist. | Ukr. lop. | Blok. | Poena |
| --------- | ---------- | ---------- | --------- | ---- | ---- | ---- | --------- | ----- | ------ | --------- | ----- | ----- |
| 1998./99. | Minnesota  | 4          | 0         | 6.8  | .200 | .000 | .000      | 1.0   | .5     | .0        | .0    | 1.0   |
| 1999./00. | Minnesota  | 3          | 0         | 10.0 | .500 | .333 | 1.000     | 1.7   | 1.3    | .7        | .3    | 5.0   |
| 2000./01. | Sacramento | 8          | 0         | 22.8 | .438 | .286 | .714      | 3.3   | 2.3    | 1.0       | .0    | 7.0   |
| 2001./02. | Sacramento | 16         | 1         | 23.4 | .445 | .256 | .791      | 3.3   | 2.0    | .9        | .2    | 10.9  |
| 2002./03. | Sacramento | 12         | 0         | 27.6 | .457 | .349 | .886      | 4.5   | 3.3    | 1.0       | .1    | 14.3  |
| 2004./05. | Sacramento | 5          | 0         | 15.8 | .270 | .167 | 1.000     | 1.2   | 1.8    | .2        | .2    | 5.2   |
| 2005./06. | Memphis    | 4          | 0         | 25.0 | .414 | .364 | .714      | 2.0   | 1.3    | .2        | .0    | 8.3   |
| 2007./08. | Houston    | 6          | 2         | 23.0 | .286 | .208 | .636      | 1.7   | 1.5    | .8        | .0    | 8.7   |
| Ukupno    |            | 58         | 3         | 21.7 | .405 | .270 | .807      | 2.8   | 2.1    | .7        | .1    | 9.2   |

## Vanjske poveznice
- Profil na NBA.com
- Profil  Arhivirana inačica izvorne stranice od 9. travnja 2014. (Wayback Machine) na Basketball-Reference.com